# Баев, Александр Вениаминович
Александр Вениаминович Баев (15 января 1932, Свердловск — 28 мая 2015) — советский хоккеист, защитник.

## Биография
Выступал за команды «Динамо» Свердловск (1952/53 — 1953/54), «Спартак» Свердловск (1954/55 — 1956/57), «Красная звезда» Краснокамск (1957/58 — 1959/60), Завод имени Калинина (Свердловск) (1960/61).
Скончался 28 мая 2015 года. Похоронен на Восточном кладбище Екатеринбурга.